# William Michael Rossetti
William Michael Rossetti (25 de Setembro de 1829 - 5 de Fevereiro de 1919) foi um poeta e crítico literário inglês, irmão do pintor Dante Gabriel Rossetti. Foi autor de estudos críticos sobre poetas e artistas, e um dos fundadores da Irmandade Pré-Rafaelita e editor do jornal The Germ. Foi também tradutor de Dante.

## Obra

### Essaios
- Swinburne's Poems and Ballads. A Criticism (1866)
- The Stacyons of Rome (1866)
- Fine Art, Chiefly Contemporary (1867)
- Mrs. Holmes Grey (1868)
- Italian Courtesy-Books (1869)
- Lives of Famous Poets (1878)
- Shelley's Prometheus Unbound: A Study of Its Meanings and Personages (1886)
- A Memoir of Shelley (1886)
- Life of John Keats (1887)
- Dante Gabriel Rossetti As Designer and Writer (1889)
- Dante Gabriel Rossetti and Elizabeth Siddal (1903)
- Some Reminiscences (1906) (Ricordi, tr. Eleonora Sasso, Rocco Carabba, 2006)
- Dante and His Convito (1910)

### Poesia
- Democratic Sonnets, 2 voll., Londres, Alston Rivers, 1907

### Curatela
- The Germ: Thoughts Towards Nature in Poetry, Literature, and Art, 4 issues, Londres, Aylott & Jones, January-April 1850.
- Poems of Walt Whitman, Londres, J. Camden Hotten, 1868.
- The Poetical Works of Lord Byron, Londres, E. Moxon, 1870.
- The Poetical Works of Sir Walter Scott, Londres, E. Moxon, 1870.